# Jorge Sarmiento
Pour les articles homonymes, voir Sarmiento.
Jorge Sarmiento Koochoi, né à Lima le 2 novembre 1900 et mort dans la même ville le 20 février 1957, était un footballeur international péruvien évoluant en attaque.

## Biographie

### Carrière de joueur
Jorge Sarmiento évolue durant l'essentiel de sa carrière au sein de l'Alianza Lima, un des clubs traditionnels du Pérou. 
International péruvien, il est sélectionné par l'entraîneur catalan Francisco Bru avec 22 autres joueurs péruviens dont 10 attaquants, pour participer à la Coupe du monde 1930 en Uruguay, compétition où son pays tombe dans le groupe C avec la Roumanie et le futur vainqueur et hôte, l'Uruguay. Mais il ne joue aucun des deux matchs de son équipe et reste sur le banc.
Il participe également à la Copa América 1927 lors de laquelle il marque un but.

### Décès
Sarmiento trouve la mort le 20 février 1957 après avoir reçu une injection de pénicilline alors qu'il était allergique à cette substance, ce qui lui a causé un choc réactif important. Cette négligence lui a coûté la vie à l'âge de 56 ans.

## Palmarès(joueur)[1]
| Sport José Gálvez - Championnat du Pérou (1) : - Champion : 1916. |  | Alianza Lima - Championnat du Pérou (7) : - Champion : 1918, 1919, 1927, 1928, 1931, 1932 et 1933. |